# Списак амбасадора Србије
У наставку је списак амбасадора Србије по државама. У заградама су стављене и суседне државе за које су они задужени. Амбасаде и конзулати су у надлежности Министарства спољних послова. Тренутни министар је Марко Ђурић.
Отправник послова је заменик амбасадора који привремено преузима дужности амбасадора када му истекне мандат до именовања новог.
Дат је преглед амбасада, конзулата, почасних конзулата, сталних мисија, али и културних центара, као и представништава дијаспоре која су под надлежношћу Управе за сарадњу с дијаспором и Србима у региону при министарству.

## Листа амбасадора

### Европа

#### Албанија
- Тирана — амбасада — амбасадор Слободан Вукчевић
- Тирана — канцеларија Привредне коморе — директор Никола Вуљај

#### Аустрија
- Беч — амбасада — амбасадор Марко Благојевић
  - — војни аташе Жељко Босанац
- Салцбург — конзулат — конзул Светлана Станковић
- Линц — конзулат — конзул Александар Ченић
- Беч — културно-информативни центар — председник Ивана Милошевић
- Беч — културни центар Стеван Мокрањац — председник управног одбора Саша Костић
- Беч — канцеларија Привредне коморе — директор Нада Кнежевић
- Беч — привредни форум — председник Радивоје Петрикић

#### Остале земље
- Белгија —  амбасадор Александар Тасић
  - Мортсел (конзулат): конзул Александар Давидовић
- Белорусија - амбасадор Илина Вукајловић
- Босна и Херцеговина — амбасадор Иван Тодоров
  - Бања Лука (конзулат): конзул Милош Вујић
  - Мостар (конзулат): конзул Васо Гујић
  - Требиње (конзулат): конзул Небојша Божић
  - Дрвар (конзулат): конзул Југослав Ђорђевић
- Бугарска — Жељко Јовић
  - Пловдив (конзулат): конзул Анастасија Росенова Солакова
- Ватикан — Сима Аврамовић
- Велика Британија и Северна Ирска — Оливера Маринковић (отправник послова)
- Грчка — амбасадор Никола Недељковић
  - Солун (конзулат): конзул Јасмина Милачић
  - Крф (конзулат): конзул Спиридон Масторас
  - Аргостоли (конзулат): конзул Виктор Рухотас
  - Ираклион (конзлат): конзул Николаос Пападантонакис
- Данска — амбасадор Мирјана Живковић
- Ирска - Живко Јакшић (почасни конзул у Даблину) 
  - Даблин (канцеларија Привредне коморе): директор Канцеларије Привредне коморе Френк Ханиган
- Исланд- Арман Којић (почасни конзул у Рејкјавику)
  - Рејкјавик (културни центар): председник Управног одбора Културног центра Ненад Богдановић
- Италија — амбасадор Мирјана Јеремић
  - Милано (конзулат): конзул Радмила Селаковић
  - Трст (конзулат): конзул Ивана Стојиљковић
  - Фиренца (конзулат): конзул Леандро Чијарели
  - Бари (конзулат): конзул Габријела Гентиле
  - Трст (канцеларија Привредне коморе): директор Канцеларије Привредне коморе Милан Вранић
- Кипар — амбасадор Сузана Бошковић Продановић
  - Никозија (конзулат): конзул Кипрос Илијадис
- Луксембург - Марко Катанић (председник Културног центра у Луксембургу)
- Мађарска — амбасадор Александра Ђуровић
  - Морахалом (културни центар „Коло”): директор Културног центра „Коло” Иштван Шереш
- Македонија — амбасадор Невена Јовановић
  - Битољ (конзулат): конзул Сиљан Мицевски
  - Охрид (конзулат): конзул Михајло Филев
  - Скопље (културни центар): председник Културног центра Василка Китановић
  - Скопље (културно-информативни центар "Спона"): директор Културно-информативног центра "Спона" Милутин Станчић
  - Скопље (културно-просветни и информативни центар „Вук Караџић-Кучевиште”): председник Културно-просветног и информативног центра „Вук Караџић-Кучевиште” Богољуб Нинић
- Малта - Бошко Шукић (отправник послова)
  - Бирзебуџа (образовно-културни центар "Света Јелена Анжујска"): председник Управног одбора Образовно-културног центра "Света Јелена Анжујска" Јелена Јабланов Максимовић
- Монако - Горан Ђоковић (почасни конзул у Монаку)
- Немачка —  амбасадор Снежана Јанковић
  - Франкфурт на Мајни (конзулат): конзул Бранко Радовановић
  - Минхен (конзулат): конзул Божидар Вучуровић
  - Штутгарт (конзулат): конзул Драган Димитријевић
  - Диселдорф (конзулат): конзул Бранислава Перин Јарић
  - Зинделфинген (културни центар): председник Културног центра Саша Ивановић
  - Карлсруе (културни центар): секретар Културног центра Мирјана Чавић
  - Офенбах на Мајни (културни центар): секретар Културног центра Александар Тепшић
  - Раштат (културни центар "Вук Стефановић Караџић): председник Културног центра "Вук Стефановић Караџић" Сандра Ђурић
  - Франкфурт на Мајни (канцеларија Привредне коморе): директор Канцеларије Привредне коморе Југослав Мишковић
- Норвешка — амбасадор Драган Петровић
- Пољска — амбасадор Небојша Кошутић 
  - Катовице (конзулат): конзул Ранко Томовић
  - Бидгошч (конзулат): конзул Марија Јоана Лорентович-Загалак
  - Бјалисток (конзулат): конзул Јарослав Антихович
- Португалија - амбасадор Ана Илић
  - Албуфеира (конзулат): конзул Антонио Жозе Паисао Пинто Маранте
- Румунија — амбасадор Стефан Томашевић
  - Темишвар (конзулат): конзул Владан Тадић
- Словачка — амбасадор Александар Накић
  - Мартин (конзулат): конзул Мојмир Врлик
  - Кошице (конзулат): конзул Ева Декановска
- Словенија — отправник послова Горан Марковић
  - Випава (конзулат): конзул Томаж Кавчич
  - Љубљана (културни центар „Данило Киш”): извршни директор Културног центра „Данило Киш” Ирена Вујчић Павловић
  - Љубљана (канцеларија Привредне коморе): директор Канцеларије Привредне коморе Никола Папак
  - Љубљана (пословни клуб): председник Пословног клуба Горан Медић
- Србија - Марко Ђурић (министар спољних послова)
- Украјина** — ** (Амбасада Републике Србије у Украјини је привремено затворена, дипломате обављају дужност нерезиденцијално из Београда)
- Финска — амбасадор Александар Јанковић
- Француска — амбасадор Ана Хрустановић
  - Стразбур (конзулат): конзул Анђелка Шимшић
  - Ница (конзулат): конзул Филип Манжар
- Холандија — отправник послова Душан Вукић
- Хрватска - амбасадор Јелена Милић
  - Ријека (конзулат): конзул Горан Петровић
  - Вуковар (конзулат): конзул Александар Накић
  - Загреб (канцеларија Привредне коморе): директор Канцеларије Привредне коморе Јован Групковић
  - Пула (културни центар): директор Културног центра Милан Рашула
  - Загреб (војно представништво): изасланик одбране Бојан Величковић
- Црна Гора — амбасадор Небојша Родић
  - Херцег Нови (конзулат): конзул Немања Секицки
  - Подгорица (културни центар): директор Културног центра Емило Лабудовић
  - Подгорица (културни центар "Стефан Немања"): председник Културног центра "Стефан Немања" Небојша Павковић
- Чешка — амбасадор Берислав Векић
  - Праг (културни центар и удружење „Свети Сава”): председник Културног центра и удружења „Свети Сава” Бранка Кубеш
- Швајцарска — амбасадор Горан Брадић
  - Цирих (конзулат): конзул Михајло Шаулић
- Шведска — амбасадор Јелена Чукић Матић
- Шпанија — амбасадор Ирена Шарац
  - Севиља (конзулат): конзул Хуан Мануел Контрерас Гухард
  - Лас Палмас де Гран Канарија (конзулат): конзул Хозе Марија Домингез Силва
  - Сарагоса (конзулат): конзул Хуан Карлос Триљо Бајгори
- Руска Федерација — амбасадор Момчило Бабић 
  - Санкт Петербург (конзулат): конзул Генадиј Николајевич Тимченко
  - Красногорск (конзулат): конзул Александар Дибаљ

### Азија
- Азербејџан — Драган Владисављевић
- Вијетнам - Драган Младеновић (почасни конзул у Хо Ши Мину)
- Грузија - Давид Сирбиладзе (почасни конзул у Тбилисију)
- Израел — Михајло Трипић (отправник послова)
  - Јерусалим (конзулат): конзул Борис Красни
  - Биршеба (конзулат): конзул Александар Николић
  - Јерусалим (канцеларија Привредне коморе): директор Канцеларије Привредне коморе Александар Николић
- Индија — Синиша Павић 
  - Бангалор (конзулат): конзул Ануџ Нотијал
- Индонезија — Слободан Маринковић
- Ирак — Урош Балов
- Иран — Драган Тодоровић
- Јапан — Александра Ковач
  - Осака (конзулат): конзул Наохиде Уејама
- Јерменија - Татјана Панајотовић Цветковић 
  - Јереван (конзулат): конзул Бабкен Симоњан
- Казахстан — Бранислав Јовановић (отправник послова)
- Катар - Слободан Радека (отправник послова)
- Кина — Маја Стефановић 
  - Шангај (конзулат): конзул Саша Јеремић
  - Шангај (канцеларија Привредне коморе): шеф канцеларије Привредне коморе Јелена Грубор Стефановић
- Кувајт — Сања Видаковић (отправник послова)
- Либан - Горан Драго (отправник послова) 
  - Каслик (конзулат): конзул Џозеф Мартинос
- Мјанмар — Гордана Јакшић (отправник послова)
- Монголија - Баву Зоригт (почасни конзул у Улан Батору)
- Непал - Нирвана Чодри (почасни конзул у Катмандуу)
- Пакистан - Тарик Рафи (почасни конзул у Карачију)
- Реп. Кореја — Немања Грбић
- Саудијска Арабија — Мухамед Јусуфспахић
- Сингапур - Калвин Ченг Ерн Ли (почасни конзул у Сингапуру)
- Сирија — Радован Стојановић
  - Тартус (конзулат): конзул Валид Елијас Рафул
- Турска — Зоран Марковић
  - Анталија (конзулат): конзул Фикрет Озтурк
  - Измир (конзулат): конзул Метин Акдурак
  - Једрене (конзулат): конзул Салих Акгул
  - Бурса (конзулат): конзул Зариф Алп
  - Алања (конзулат): конзул Октај Карача
- Уједињени Арапски Емирати — Даница Савовић (отправник послова)
  - Абу Даби (конзулат): конзул Џабир Хамити (амбасада Космета)
  - Дубаи (канцеларија Привредне коморе): директор Канцеларије Привредне коморе Марко Селаковић
- Филипини - Жоакин Жак Родригез (почасни конзул у Макатију)
- Шри Ланка - Удаја Нанајакара (почасни конзул у Коломбу)

### Африка
- Алжир — амбасадор Ана Петковић
- Ангола — амбасадор Милош Перишић
  - Луанда (канцеларија Привредне коморе): директор Канцеларије Привредне коморе Тони Иса
- Бенин - Урош Поповић (почасни конзул у Котону)
- Гамбија - Омар Фал (почасни конзул у Банџулу)
- Гана - Милутин Станојевић (отправник послова)
- Демократска Република Конго — амбасадор Мирољуб Јевтић
- Египат — амбасадор Мирослав Шестовић
- Етиопија — Мирољуб Петровић (отправник послова)
- Замбија - Александар Марковић (отправник послова)
- Зимбабве - амбасадор Радиша Грујић
- Јужноафричка Република — Горан Вујичић
- Кенија — амбасадор Данијела Чубрило Мартић
- Либија — амбасадор Драган Тодоровић
- Мадагаскар - Маминијаина Раватоманга (почасни конзул у Антананариву)
- Мали - Јаја Диаките (почасни конзул у Бамаку)
- Мароко — амбасадор Иван Бауер
  - Казабланка (конзулат): конзул Седик Баргаш
- Мозамбик - Џон Вилијам Качамила (почасни конзул у Мапуту)
- Намибија - Мартен Ненкете Капеваша (почасни конзул у Виндхуку)
- Нигерија — отправник послова Југослав Вукадиновић
  - Лагос (конзулат): конзул Доминго Алаба Џон Обенде
  - Кано (конзулат): конзул Фарук Адаму Алију
- Руанда - Илија Губић (почасни конзул у Кигалију)
- Сејшели - Миодраг Тодоровић (почасни конзул у Викторији)
- Сијера Леоне - Адонис Абуд (почасни конзул у Фритауну)
- Судан - Ахмед Абдел Мути Мохамед (почасни конзул у Картуму)
- Того - Зијад Амар (почасни конзул у Ломеу)
- Тунис — амбасадор Дијана Иванчић
- Уганда - Јован Латинчић (почасни конзул у Кампали)

### Северна Америка
- Канада — амбасадор Дејан Ралевић
  - Торонто (конзулат): конзул Небојша Татомир
  - Калгари (конзулат): конзул Милица Пртило-Опачић
  - Ванкувер (конзулат): конзул Питер Владиковић
  - Монтреал (конзулат): конзул Марина Гавански-Зисис
  - Мисисога (канцеларија Привредне коморе): председник Управног одбора Канцеларије Привредне коморе Даниела Нинчић
- Сједињене Америчке Државе — отправник послова Владимир Марић  
  - Чикаго (конзулат):
  - Биг Скај (конзулат): конзул Роналд Баркл
  - Њујорк (конзулат): конзул Владимир Божовић
  - Лос Анђелес (конзулат): конзул Рајан Фредерик Озборн
  - Њу Орлеанс (конзулат): конзул Грегори Русович
  - Кливленд (конзулат): конзул Александер Мачаски
  - Денвер (конзулат): конзул Стивен Катич
  - Чајен (конзулат): конзул Џонатан Виник
  - Сан Дијего (културни центар): председник Управног одбора Културног центра Весна Јовановић
- Гватемала - Марсела Арзу де Лозано (почасни конзул у Гватемала Ситију)
- Доминиканска Република - Ивана Гавриловић (почасни конзул у Санто Домингу)
- Ел Салвадор - Хозе Луис Сака Мелендез (почасни конзул у Сан Салвадору)
- Јамајка - Џон Иса (почасни конзул у Кингстону)
- Костарика - Станко Трифуновић (почасни конзул у Сан Хоакин де Флоресу)
- Куба — амбасадор Данило Пантовић
- Мексико — амбасадор Татјана Цонић
  - Запопан (конзулат): конзул Петар Јоксимовић
- Никарагва - Хуан Игњасио Кастиљо (почасни конзул у Манагви)
- Хондурас - Хозе Хорхе Виљеда Толедо (почасни конзул у Сан Педро Сули)

### Јужна Америка
- Аргентина — амбасадор Вељко Лазић
- Буенос Ајрес (конзулат): конзул Зоран Докић
  - Президенсија Роке Саенз Пења (конзулат): конзул Марта Кристина Капитанич
- Боливија - Жана Петковић Куљача де Родригез (почасни конзул у Ла Пазу)
- Бразил— амбасадор Александар Ристић 
  - Порто Алегре (конзулат): конзул Едисон Фреитас де Секвеира
  - Сао Пауло (конзулат): конзул Жозе Гиљерме де Годој Пињеиро
  - Куритиба (конзулат): конзул Едсон Жозе Рамон
  - Рио де Жанеиро (конзулат): конзул Дејан Петковић
  - Балнеарио Камборију (конзулат): конзул Цезар Шиђлијано
- Еквадор - Душан Драшковић (почасни конзул у Гвајакилу)
- Колумбија - Хернан Санин Посада (почасни конзул у Калеу)
- Перу - Кармен Роса Кархуанко Хуртадо (почасни конзул у Лими)
- Чиле - Дамир Солар (почасни конзул у Сантијаго де Чилеу)

### Океанија
- Аустралија — амбасадор Раде Стефановић
  - Сиднеј (конзулат): конзул Петар Шпадијер
  - Перт (конзулат): конзул Колин Клејвег
  - Канбера (културни центар „Мејсон”): председник Културног центра „Мејсон” Роберт Милићевић
- Нови Зеланд - Драган Гашић (почасни конзул у Окланду)

### Међународне организације
- УН — отправник послова Саша Март у Њујорку
- УНИЦЕФ - Олгица Влачић (конзулат у Њујорку)
- УНЕСКО — Тамара Растовац Сиамашвили у Паризу
- СЗО — Дејан Златановић у Женеви
- Европска унија — Ана Хрустановић у Бриселу
- АКП земље - Бранимир Филиповић (стална мисија при НАТО-у)
- Уговор из Тлателолка - Ирена Ковачевић-Кузмановић (амбасада у Мексико Ситију)
- Арапска лига - Стефан Станковић (амбасада у Каиру)
- АСЕАН - Марко Самарџија (амбасада у Џакарти)
- ОДКБ - Дејан Делић (канцеларија Привредне коморе у Москви)
- Заједнички фонд за робу - Владимир Гогољев (конзулат у Амстердаму)
- ЗНД - Предраг Маринковић (амбасада у Минску)
- Комонвелт - Јадранка Дервишевић Китарић (канцеларија Привредне коморе у Лондону)
- Савет Европе — Александра Ђуровић у Стразбуру
- ЕКОВАС - Срђан Жупањевац (амбасада у Абуџи)
- Економска кооперативна организација - Предраг Прлић (амбасада у Техерану)
- Конференција о енергетској повељи - Марко Петровић (канцеларија Привредне коморе у Бриселу)
- ЕАЕС - Гордана Божић (амбасада у Москви)
- Евроазијска група за борбу против прања новца и финансирања тероризма - Јасмина Кљаић (амбасада у Москви)
- Глобални фонд - Марина Никодијевић (амбасада у Женеви)
- ГУАМ** - Љубиша Чолић (амбасада у Кијеву) (Амбасада Републике Србије при Организацији за демократију и економску сарадњу Грузије, Украјине, Азербејџанске Републике и Републике Молдавије је привремено затворена, дипломате своју дужност обављају нерезиденцијално из Београда)
- Иберо-амерички самит - Катарина Миленковић (амбасада у Мадриду)
- Институт за глобални зелени раст - Мирко Кузмановић (амбасада у Сеулу)
- Интерамеричка развојна банка - Данијела Сремац (културни институт у Вашингтону)
- Међ. центар за развој миграционе политике - Стана Кончаревић (конзуларна канцеларија у Бечу)
- Међ. кривични суд - Душан Вукић (амбасада у Хагу)
- Међ. мрежа за бамбус и ратан - Иван Кандијаш (амбасада у Пекингу)
- ИОМ - Андреј Стефановић (амбасада у Женеви)
- Франкофонија - Натали Бељански Поповић (директор Културног центра у Паризу)
- Међ. суд за морско право - Наташа Рашевић (конзул у Хамбургу)
- Конференција Италија - Латинска Америка - Саша Тодоровић-Колунџија (амбасада у Риму)
- ОПЕК - Драган Мишковић (председник Културног форума у Бечу)
- БСЕЦ - Ивана Пејовић (конзул у Истанбулу)
- ОЕБС — Жарко Обрадовић у Бечу
- Стални арбитражни суд - Марија Стајић Радивојша (амбасада у Хагу)
- Регионални центар за малокалибарско и лагано наоружање у региону В. језера, Рогу Африке и пограничним државама - Јованка Марић (амбасада у Најробију)
- ШОС - Марјан Божовић (амбасада у Пекингу)
- Јужни центар - Мирослав Зотовић (амбасада у Женеви)
- Међ. трговинска комора - Ивана Станковић (амбасада у Паризу)
- Међ. комитет Црвеног крста - Небојша Марковић (амбасада у Женеви)
- УНИДРОИТ - Јелена Предојевић (амбасада у Риму)
- Међународна соларна организација - Бранислава Бечановић (амбасада у Паризу)

Листа ажурирана 05.09.2024.

## Државе које покривају наше амбасаде у другим земљама и у којима немамо почасне конзуле

### Европа
- Андора - Катарина Лалић-Смајевић (Мадрид,  Шпанија)
- Естонија - Саша Обрадовић (Хелсинки,  Финска)
- Летонија - Драган Момчиловић (Стокхолм,  Шведска)
- Литванија - Небојша Кошутић (Варшава,  Пољска)
- Лихтенштајн - Горан Брадић (Берн,  Швајцарска)
- Молдавија - Стефан Томашевић (Букурешт,  Румунија)
- Сан Марино - Татјана Гарчевић (Рим,  Италија)
- Малтешки витешки ред - Сима Аврамовић (Ватикан,  Ватикан)

### Азија
- Авганистан - Драган Тодоровић (Техеран,  Иран)
- Бутан и  Малдиви - Синиша Павић (Њу Делхи,  Индија)
- Бахреин и  Јемен - Сања Видаковић (Кувајт,  Кувајт)
- Брунеј,  Источни Тимор,  Камбоџа и  Малезија - Слободан Маринковић (Џакарта,  Индонезија)
- Јордан - Радован Стојановић (Дамаск,  Сирија)
- Киргистан,  Таџикистан,  Туркменистан и  Узбекистан - Момчило Бабић (Москва,  Руска Федерација)
- Лаос - Гордана Јакшић (Рангун,  Мјанмар)
- НДР Кореја - Маја Стефановић (Пекинг,  Кина)
- Оман и  Палестина - Мирослав Шестовић (Каиро,  Египат)

### Африка
- Буркина Фасо,  Либерија,  Нигер и  Обала Слоноваче - Ђура Ликар (Абуџа,  Нигерија)
- Боцвана,  Лесото,  Малави,  Маурицијус и  Свазиленд - Горан Вујичић (Преторија,  Јужноафр. Република)
- Бурунди, Еритреја,  Комори,  Сомалија и  Танзанија - Драган Жупањевац (Најроби,  Кенија)
- Габон,  Екваторијална Гвинеја и   Сао Томе и Принципе - Милош Перишић (Луанда,  Ангола)
- Камерун,  Конго,  Централноафричка Република и  Чад  - Мирољуб Јевтић (Киншаса,  ДР Конго)
- Гвинеја и  Гвинеја Бисао - Милош Јастребић (Алжир,  Алжир)
- Зеленортска Република - Ана Илић (Лисабон,  Португалија)
- Јужни Судан и  Џибути - Мирољуб Петровић (Адис Абеба,  Етиопија)
- Мауританија - Иван Бауер (Рабат,  Мароко)

### Северна Америка
- Антигва и Барбуда,  Барбадос,  Бахами,  Белизе,  Гренада,  Доминика,  Св. Винцент и Гренадини,  Св. Китс и Невис,  Св. Луција и  Тринидад и Тобаго - Марко Ђурић (Вашингтон,САД)
- Хаити - Данило Пантовић (Хавана,  Куба)

### Јужна Америка
- Венецуела - Данило Пантовић (Хавана,  Куба)
- Гвајана и  Суринам - Марко Ђурић (Вашингтон, САД)
- Парагвај и  Уругвај - Дејан Благојевић (Буенос Ајрес,  Аргентина)

### Океанија
- Вануату,  Кирибати,  Маршалска О.,  Микронезија,  Науру,  Папуа Нова Гвинеја,  Самоа,  Соломонова Острва,  Тонга,  Тувалу и  Фиџи - Раде Стефановић (Канбера, Аустралија)
- Палау - Александра Ковач (Токио,  Јапан)

### Међународне организације
- МОК, ЦЕРН, МУЗП и ИПУ - Дејан Златановић (Женева, СЗО)
- Афричка развојна банка - Ђура Ликар (Абуџа,  Нигерија)
- Андска заједница, АЛАДИ и УНАСУР - Дејан Благојевић (Буенос Ајрес,  Аргентина)
- Азијско-афричка правно-саветодавна организација и Јужноазијска асоцијација за рег. сарадњу - Синиша Павић (Њу Делхи,  Индија)
- Азијска развојна банка и Група Седам плус - Слободан Маринковић (Џакарта,  Индонезија)
- Асоцијација држава Кариба, КАРИКОМ и Организација источнокарипских држава - Марко Ђурић (Вашингтон,  САД)
- Централноамерички интеграциони систем и Универзитет за мир - Татјана Цонић (Мексико Сити,  Мексико)
- Заједница сахелско-сахарских држава - Градимир Гајић (Триполи,  Либија)
- Афричка унија - Мирољуб Петровић (Адис Абеба,  Етиопија)
- Економска заједница централноафричких држава - Милош Перишић (Луанда,  Ангола)
- Конференција о мерама интеракције и изградњи поверења у Азији, ЕДБ и Међ. фонд за очување Аралског језера - Бранислав Јовановић (Нурсултан,  Казахстан)
- Исламска развојна банка и ОИС - Мухамед Јусуфспахић (Ријад,  Саудијска Арабија)
- Комисија Индијског океана и Јужноафр. развојна заједница - Горан Вујичић (Преторија,  Јужноафр. Република)
- Међ. конференција региона Великих језера и Источноафричка заједница - Драган Жупањевац (Најроби,  Кенија)
- ИНТЕРПОЛ и Међ. хидрографска организација - Александра Ђуровић (Стразбур, Савет Европе)
- Међ. управа за морско дно и Латиноамерички економски систем - Данило Пантовић (Хавана,  Куба)
- Пацифички острвски форум - Раде Стефановић (Канбера,  Аустралија)
- ПС Медитерана - Татјана Гарчевић (Рим,  Италија)
- Унија за Медитеран - Катарина Лалић-Смајевић (Мадрид,  Шпанија)
- Азијска организација за шумску сарадњу - Немања Грбић (Сеул,  Реп. Кореја)

## Амбасаде и конзулати у процесу отварања и новоименовани амбасадори и конзули

### Европа

#### У процесу отварања
- Португалија - Конзулат Републике Србије
  - Указом председника Владе Републике Србије Ане Брнабић од 25. марта 2022. године за конзула Републике Србије у португалском граду Порту је именован Марио Руи Фигуера де Кампос Фонтемања. То ће бити треће дипломатско представништво Републике Србије у овој земљи. Конзулат ће бити поново отворен након привременог затварања.

#### У плану
- В. Британија и Сев. Ирска - Дана 19. јула 2019. године је донета одлука о отварању Културно-информативног центра Републике Србије у британској престоници Лондону.

#### Новоименовани амбасадори и конзули који још нису ступили на дужност
- Белорусија - Дана 26. октобра 2021. године указом председника Републике Србије именован је Милан Милошевић за амбасадора Републике Србије у Републици Белорусији. На том положају ће заменити досадашњег отправника послова Александра Цревара.
- Аустрија - Дана 9. децембра 2022. године указом председника Владе Републике Србије Ане Брнабић за конзула Републике Србије у аустријском граду Салцбургу је именована Вера Вукићевић. Она ће на том положају заменити досадашњег конзула Светлану Станковић која је разрешена дужности 21. октобра 2022. године.

### Азија

#### У процесу отварања
- Малезија - Конзулат Републике Србије
  - Указом првог потпредседника за безбедност и спољну политику Владе и министра спољних послова Републике Србије Ивице Дачића од 30. децембра 2022. године за конзула Републике Србије у малезијској престоници Куала Лумпуру је именован Дато Зулкифли Амин. Он ће на том положају заменити досадашњег амбасадора Слободана Маринковића који је ову земљу покривао нерезиденцијално из Индонезије.

#### У плану
- Кина - Дана 29. новембра 2018. године је отворен Културни центар Републике Србије у кинеској престоници Пекингу. Годину дана касније је привремено затворен због тога што по кинеском закону културни центри нису дипломатска представништава, што је онемогућавало да наша држава запосленима исплаћује плате. У току су преговори две стране о налажењу компромисног решења и поновном отварању културног центра.
- Киргистан - Дана 27. јуна 2018. године је донета одлука о отварању Конзулата Републике Србије у киргиској престоници Бишкеку. То ће бити наше прво дипломатско представништво у Киргиској Републици.
- Бахреин - Дана 26. новембра 2021. године је донета одлука о отварању Амбасаде Републике Србије у бахреинској престоници Манами. То ће бити наше прво дипломатско представништво у Краљевини Бахреин.
- Јордан - Дана 14. фебруара 2022. године је донета одлука о отварању Амбасаде Републике Србије у јорданској престоници Аману. То ће бити наше прво дипломатско представништво у Хашемитској Краљевини Јордан.

### Африка

#### У процесу отварања
- Боцвана - Конзулат Републике Србије
  - Указом председника Владе Републике Србије Ане Брнабић од 11. марта 2022. године за конзула Републике Србије у боцванској престоници Габоронеу је именован Миливоје Николић. То ће бити прво дипломатско представништво Републике Србије у овој земљи.
- Зеленортска Реп. - Конзулат Републике Србије
  - Указом председника Владе Републике Србије Ане Брнабић од 19. августа 2022. године за конзула Републике Србије у зеленортској престоници Праји је именован Кеита Кореја Силва Монтеиро. То ће бити прво дипломатско представништво Републике Србије у овој земљи.

#### У плану
- Зимбабве - Дана 26. новембра 2021. године је донета одлука о отварању Конзулата Републике Србије у зимбабвеанској престоници Харареу. Ово ће бити наше друго дипломатско представништво у Републици Зимбабве.

### Јужна Америка

#### У плану
- Чиле - Дана 4. јуна 2021. године је донета одлука о отварању Амбасаде Републике Србије у чилеанској престоници Сантијаго де Чилеу. То ће бити наше друго дипломатско представништво у Републици Чиле након конзулата Србије у Сантијаго де Чилеу.
- Венецуела - Дана 19. августа 2022. године је донета одлука о отварању Амбасаде Републике Србије у венецуеланској престоници Каракасу. То ће бити наше прво дипломатско представништво у Боливарској Републици Венецуели.

#### Новоименовани амбасадори и конзули који још нису ступили на дужност
- Аргентина - Дана 9. јула 2021. године указом председника Републике Србије именован је Зоран Вујић за амбасадора Републике Србије у Аргентинској Републици. На том положају ће заменити досадашњег отправника послова Дејана Благојевића.

### Међународне организације

#### Новоименовани амбасадори и конзули који још нису ступили на дужност
- ЗНД - Дана 26. октобра 2021. године указом председника Републике Србије именован је Александар Цревар за представника Републике Србије при Заједници независних држава. На том положају ће заменити досадашњег представника Предрага Маринковића.
- Латиноамерички парламент - Дана 24. јуна 2022. године указом председника Владе Републике Србије Ане Брнабић за амбасадора Републике Србије при Латиноамеричком парламенту је именован Александар Алексић Иванис.